# Throwdown
Throwdown ist eine amerikanische Metalcore-Band. Sie trat unter anderem beim Ozzfest, bei Sounds of the Underground und bei der Warped Tour auf. Die Musik der Band ist nach Eigenbeschreibung „schwer, metallisch, dynamisch und treibend“.

## Geschichte
Throwdown begann als eine Art „Scherz-Band“. Schnell entwickelte sich eine Anhängerschaft in der Hardcore-Punk-Szene von Orange County (Kalifornien). Keith Barney, nun bei Eighteen Visions, war der ursprüngliche Sänger der Band. Der vorige Eighteen-Visions-Gitarrist und derzeitiger Bleeding-Through-Sänger Brandan Schieppati war ebenfalls früh ein Mitglied der Gruppe, allerdings nicht von Anfang an. Schiepettati ersetzte den Eighteen-Visions-Bassisten Javier Van Huss kurz bevor die Band ihr Demo für Prime Directive Records aufnahm. Indecision Records veröffentlichte das Debütalbum Beyond Repair kurz nachdem Dave Peters als Gitarrist dazustieß und Schieppati ersetzte. Die EP Drive Me Dead und ein zweites Album, You Don’t Have to Be Blood to Be Family, folgten. Throwdown ist eine Straight-Edge-Band, die entsprechende Songs und Texte schreibt.
Trustkill Records nahm die Band kurz vor der Veröffentlichung von Haymaker, dem ersten Album mit Peters als Sänger, unter Vertrag. Die Band nahm das Album mit einem Studio-Schlagzeuger auf, weil Marc Jackson gebeten wurde, die Band zu verlassen. Matt Mently, der Barney bei einigen Anlässen vertreten hatte, trat der Gruppe als offizielles Mitglied, kurz bevor sie ihren Platz auf dem Ozzfest 2004 erhielten, bei. Tommy Love (Gitarre) wurde Teilzeit-Mitglied für mehrere Monate bevor er die Band im Dezember 2004 wieder verließ. Im Januar des folgenden Jahres schrieb die Band – bestehend aus Peters, Mentley, Dussault und dem Bassisten Dom Macaluso – mit Vendetta ein neues Album, das sie mit dem Produzenten Zeuss (unter anderem Shadows Fall) in dessen „Planet Z“-Studios aufnahm. Choiniere trat im April 2005, ein paar Monate vor der Veröffentlichung des Albums, bei. Macaluso, das einzige verbliebene ursprüngliche Mitglied, verließ die Band im September 2005, um der Band Diana Gone Wrong beizutreten. Mentley übernahm später den Bass.

## Stil

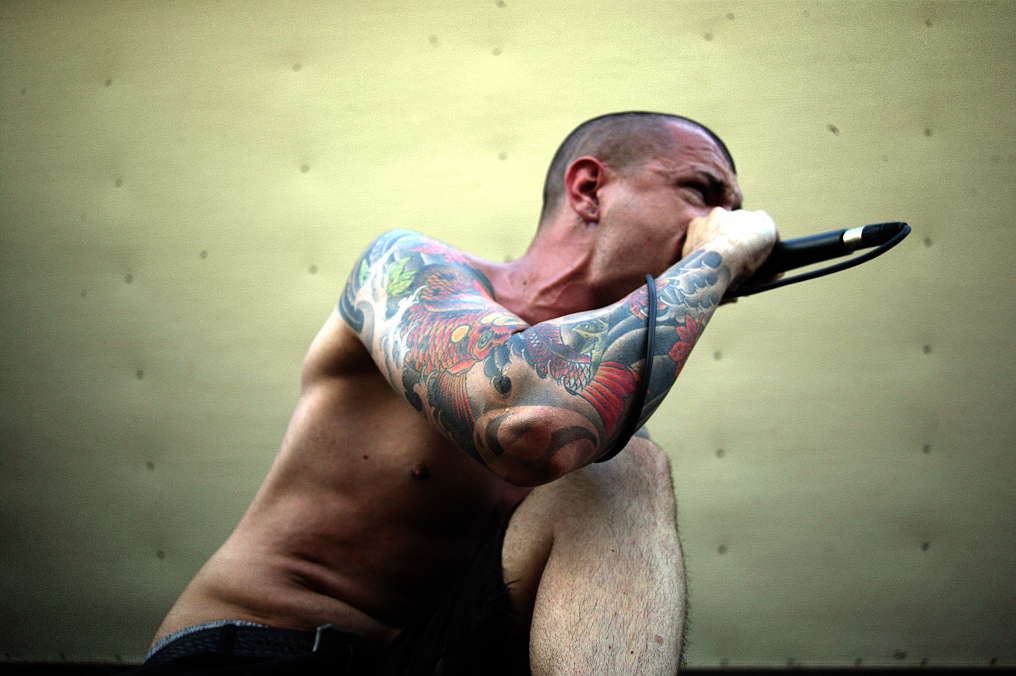
Sänger Dave Peters auf der Warped Tour 2007

Grob zusammengefasst spielen Throwdown etwas Hardcore-lastigeren Metalcore als die Genre-Kollegen von Killswitch Engage oder As I Lay Dying. 
Anfangs war der Musikstil noch ganz im Hardcore-Bereich angeordnet, doch auf den beiden Alben Haymaker und Vendetta mischten sie mehrere Metal-Einflüsse in ihre bisherige Musik ein. Bis zu diesem Zeitpunkt gab es noch reine Metalcore-Songs.
Michael Edele vergleicht die Band auf laut.de in seinem Review über das 2007 erschienene Studioalbum Venom and Tears mit Pantera. Außerdem sind Throwdown seiner Meinung nach endgültig ganz im Metal-Bereich angekommen und es gäbe nur noch dezente Elemente des Hardcore zu hören.

## Diskografie

### Alben
- Beyond Repair (1999)
- You Don’t Have to Be Blood to Be Family (2001)
- Haymaker (2003)
- Vendetta (2005)
- Venom and Tears (2007)
- Deathless (2009)
- Intolerance (2014)

### EPs
- Throwdown 7" (1999)
- Drive Me Dead EP (2000)
- Split 7" mit Good Clean Fun (2001)
- Face the Mirror EP (2002)

### DVDs
- Throwdown – the DVD: Together. Forever. United. (2004)